# Haddenham, Buckinghamshire
Haddenham är en ort och civil parish i Storbritannien.   Den ligger i kommunen Buckinghamshire och riksdelen England, i den södra delen av landet, 60 km nordväst om huvudstaden London. Haddenham ligger 79 meter över havet och antalet invånare är 2 864.
Terrängen runt Haddenham är platt. Runt Haddenham är det tätbefolkat, med 511 invånare per kvadratkilometer. Närmaste större samhälle är Aylesbury, 9,1 km nordost om Haddenham. Trakten runt Haddenham består till största delen av jordbruksmark.